# Streckspett
Streckspett (Veniliornis lignarius) är en fågel i familjen hackspettar inom ordningen hackspettartade fåglar.

## Utbredning och systematik
Fågeln återfinns i arida höglandsområden från Bolivia till södra Chile och södra Argentina. Den behandlas som monotypisk, det vill säga att den inte delas in i några underarter.

### Släktestillhörighet
Tidigare behandlades streckspetten som tillhörande släktet Picoides, men genetiska studier visar att den står närmare vitprickig hackspett (V. spilogaster). Vidare genetiska studier visar dock att övervägande amerikanska hackspettar som tidigare förts till Picoides står närmare Venilliornis än typarten i släktet, tretåig hackspett. Olika auktoriteter behandlar dessa resultat på varierande sätt, där dessa hackspettar oftast lyfts ut i de mindre släktena Dryobates och Leuconotopicus, som successivt är Veniliornis-arternas närmaste släktingar. Tongivande Clements et al har istället valt att inkludera alla i ett expanderat Dryobates.

## Status
IUCN kategoriserar arten som livskraftig.